# Dionysius Andreas Freher
Dionysius Andreas Freher (geboren am 12. September 1649 in Nürnberg; gestorben am 5. Dezember 1728 in London) war ein evangelischer Theologe und Kommentator Jakob Böhmes.

## Leben
Freher studierte ab 1663 Theologie in Altdorf und ab 1667 in Heidelberg, wo er die Prüfung zum Theologus pro Ministerio ablegte. 
1677 reiste Dreher von Amsterdam nach Archangelsk und kam nach Moskau, wo er sich bis 1684 aufhielt. 1685 nach Nürnberg zurückgekehrt, reiste er bald über Holland nach London, wo er fortan als Privatgelehrter lebte und in Kontakt mit Jane Leade und dem Arzt Francis Lee (1661–1719) kam, führenden Mitglieder der Philadelphian Society, einer von Leade begründeten Gruppe protestantischer Anhänger Jakob Böhmes.
Freher verfasste umfangreiche Kommentare zu den Werken Böhmes. In England übten Frehers Kommentare einen bedeutenden Einfluss auf William Law (1686–1761), den Theologen, Theosophen und Übersetzer Böhmes aus, der nach Frehers Tod zu Beginn der 1730er Jahre in die Philadelphian Society eingeführt wurde. 
Law verwendete einige der von J. D. Leuchter zu den Schriften Frehers angefertigten emblematischen Zeichnungen zur Illustration seiner Böhme-Ausgabe. Diese Diagramme beeinflussten auch die Böhme-Deutung Franz von Baaders. 
Die Manuskripte der Schriften Frehers befinden sich heute in der British Library und in der Dr. Williams's Library in London, wo auch theosophische Bibliothek Christopher Waltons aufbewahrt wird.

## Schriften
Manuskripte
- Fundamenta mystica Jacobi Behmen Teutonici. 8 Bde. (A–H) 1698–1705, OCLC 35257417.
  - A. Of God, considered as in himself only ; Of the 2 eternal principles ; Of the 7 properties of eternal nature ; Of darkness, fire and light, &c.
  - B. An explanation of a table of J. B. considering God as with out nature and creation ; A discourse about the desire's attracting itself ; Of the creation of angels, and material causes ; Of the Fall of Lucifer
  - C. Of the creation of this third or temporal principle of nature, wherein we live and have our outward being
  - D. Of the Fall of Man ; Of the natural propagation … ; Of man's regeneration … 
  - E. Of the eternal Word's becoming flesh, of the pure, Immaculate-conception, and Incarnation of our Lord Jesus Christ, in the womb of the Blessed Virgin Mary
  - F. A discourse of nothing and something, occasioned by one Mr. Pierce …
  - G. Positions concerning God in unity & trinity ; General positions from form. … ; That there are not two trinit. … ; Five questions answered … ; Concerning darkness in God … ; Two questions answerd [sic] … ; A conference between A & B … ; Eternal liberty & abyssal unity … ; Process in the philosophical work … ; The growing of vegetables …
  - H. Critical corrections of Rev. E. Waple's Exercises upon the philosophy and theology of J.B. …
- Hieroglyphica sacra, or divine emblems in thirteen figures with explanations. 1703. 1710.
- Three tables with explanations. 1703. 1710 (deutsche Version: Drei Tafeln. 1717).
- Thirty propositions. 1703.
- Immanuel. 1704.
- The substance of a conference betwixt a German theosophist, and an English divine. OCLC 35257419.
- Sixteen conferences between A and B concerning the modern doctrine of predestination. ca. 1715, OCLC 35257413.
- Some conferences between Adam, Blessed, and Constantine. 1716.
- Paradoxa, emblemata, aenigmatica, hieroglyphica, de uno, toto, puncto, centro. 1717–1720. Auszüge in: The Jacob Boehme Society Quarterly 1 (1953/1954) und 6 (1958/1959).
- Wider die Lehre von der Wiederbringungen der Teuffel und Verdammten. 1718.
- Von Gut und Böse. 1720.
- Briefe.

Ausgaben
- Christopher Walton: Notes and materials for an adequate Biography of the celebrated divine and theosopher William Law. Comprising an elucidation of the scope and contents of the writings of Jacob Böhme, and of his great commentator, Dionysius Andreas Freher; with a notice of the mystical divinity. London 1854, Digitalisat. Enthält größere Auszüge der Schriften Frehers.
- An illustration of the deep principles of Jacob Behmen: In: The ›Key‹ of Jacob Böhme. Übersetzt von William Law. Edinburgh 1981. Nachdruck dieser Ausgabe Grand Rapids 1991.
- The paradoxical emblems of Dionysius Andreas Freher. Ausgabe auf der Grundlage von Ms. Add. 5789 der British Library. Einleitung von Adam McLean. Edinburgh 1983.
- Freher's analogy. The process in the philosophical work considered as thoroughly analogical with that of man's redemption through Jesus Christ according to the writings of Jacob Boehme. Hrsg. von Evelyn Sire. Edmonds, WA 2002.
- The three tables of D. A. Freher. Glasgow 2003.